# Ты встретишь таинственного незнакомца
«Ты встре́тишь таи́нственного незнако́мца» (англ. You Will Meet a Tall Dark Stranger) — художественный фильм Вуди Аллена, премьера которого в России состоялась 17 февраля 2011 года.

## Сюжет
В фильме рассказывается о разных членах одной семьи, их запутанных любовных отношениях и их попытках решить свои собственные проблемы. Пожилая женщина Хелена Шепридж после неожиданного развода с мужем Альфи, с которым они прожили 40 лет, начинает посещать медиума и постепенно всё больше увлекается оккультизмом. Её единственная дочь Салли замужем за писателем-неудачником Роем, который в ожидании вердикта о своём последнем романе всё больше увлекается молодой девушкой из окна напротив. Сама Салли, работающая в одной из картинных галерей, попадает под очарование своего начальника Грега. Альфи же, стремясь не остаться в одиночестве и получить наследника, знакомится, а затем и женится на эффектной проститутке Шармейн.

## В ролях
| Актёр                 | Роль            |
| --------------------- | --------------- |
| Наоми Уоттс           | Салли Чаннинг   |
| Джош Бролин           | Рой Чаннинг     |
| Энтони Хопкинс        | Альфи Шепридж   |
| Джемма Джонс          | Хелена Шепридж  |
| Фрида Пинто           | Дия             |
| Антонио Бандерас      | Грег            |
| Люси Панч             | Шармейн         |
| Полин Коллинз         | Кристал         |
| Юэн Бремнер           | Генри Стрэнглер |
| Роджер Эштон-Гриффитс | Джонатан        |
| Анупам Кер            | отец Дайи       |
| Мира Сайал            | мать Дайи       |
| Анна Фрил             | Айрис           |

## Создание фильма
Этот фильм стал четвёртым по счёту, который Аллен снимал в Лондоне. Первоначально одну из главных ролей в фильме должна была исполнять Николь Кидман. Однако из-за её съёмок в фильме «Кроличья нора» возникли конфликты в планировании съёмочного процесса. В конце концов она была заменена актрисой Люси Панч.